# Crush (Playboi Carti en Travis Scott)
" Crush " ( gestileerd in hoofdletters) is een nummer van de Amerikaanse rappers Playboi Carti en Travis Scott . Het werd uitgebracht via AWGE en Interscope Records als het tweede nummer van Carti's derde studioalbum, Music. Het nummer werd geschreven door Playboi Carti en Travis Scott, samen met producers F1lthy, Ojivolta en Jahaan Sweet .

## Kritische receptie
In een rangschikking van albumtracks plaatste Mackenzie Cummings-Grady "Crush" op plek tien. Hij vond het meer een solo-nummer van Carti, met Scott op adlibs, en noemde het richtingloos maar mogelijk een hit en het begin van een nieuw hoofdstuk voor Carti.  Angel Diaz en Michael Saponara gaven het ook de tiende plaats en beschreven het als een preek over een buitenaardse beat.  Vivian Medithi prees Scott’s bijdrage en noemde het nummer extravagant maar effectief.  In een voorbarige evaluatie voor Stereogum vergeleek Tom Breihan het keyboardgeluid met een jaren '80 Nintendo-soundtrack. 